# Campeonato de Wimbledon 1924
La 44.ª edición del Campeonato de Wimbledon se celebró entre el 23 de junio y el 5 de julio de 1924 en las pistas del All England Lawn Tennis and Croquet Club de Wimbledon, Londres, Inglaterra.
El cuadro individual masculino lo iniciaron 128 jugadores mientras que el femenino lo iniciaron 64 tenistas.

## Hechos destacados
En la competición individual masculina se impuso el francés Jean Borotra logrando el primer título que obtendría en el torneo al imponerse en la final al francés René Lacoste.
En la competición individual femenina la victoria fue para la británica Kitty McKane Godfree logrando el primer título que obtendría en Wimbledon al imponerse a la americana Helen Wills.

## Palmarés
| Seniors              | Vencedor                      | Resultado                | Finalista                               | Finalista |
| -------------------- | ----------------------------- | ------------------------ | --------------------------------------- | --------- |
| Individual masculino | Jean Borotra                  | 6–1, 3–6, 6–1, 3–6, 6–4  | René Lacoste                            |           |
| Individual femenino  | Kitty McKane Godfree          | 4–6, 6–4, 6–4            | Helen Wills                             |           |
| Dobles masculino     | Frank Hunter Vincent Richards | 6–3, 3–6, 8–10, 8–6, 6–3 | Richard Norris Williams Watson Washburn |           |
| Dobles femenino      | Hazel Wightman Helen Wills    | 6–4, 6–4                 | Phyllis Covell Kathleen McKane          |           |
| Dobles mixto         | Kathleen McKane John Gilbert  | 6–3, 3–6, 6–3            | Dorothy Shepherd Barron Leslie Godfree  |           |

## Cuadros Finales

### Torneo individual  femenino
| Predecesor: 1923                           | Campeonato de Wimbledon 1924 | Sucesor: 1925                                       |
| Predecesor: Campeonato de Australasia 1924 | Grand Slam 1924              | Sucesor: Campeonato nacional de Estados Unidos 1924 |

- Datos: Q212073